# أيفيند راسموسن
أيفيند راسموسن (بالنرويجية البوكمول: Eivind Rasmussen)‏ هو منافس ألعاب قوى نرويجي، ولد في 1 فبراير 1894، وتوفي في 3 أغسطس 1977.

## وصلات خارجية
- أيفيند راسموسن على موقع أوليمبيديا (الإنجليزية)